# 시크릿 (2012년 영화)
《시크릿》(영어: Arbitrage)은 2012년 공개된 미국의 범죄 드라마 영화이다. 니컬러스 저레키가 연출했으며, 리처드 기어, 수전 서랜던, 팀 로스, 브릿 말링 등이 출연하였다.
평단으로부터 대체로 좋은 평가를 얻었다. 리처드 기어는 이 영화를 통해 2013년 제70회 골든 글로브상 드라마 영화 부문 남우 주연상 후보에 올랐다.

## 줄거리
뉴욕 헤지 펀드 거물 로버트 밀러는 투자 실패를 숨기기 위해 회사 장부를 조작했으며 동료로부터 4억 1,200만 달러를 빌린 상태이다. 로버트는 딸 브룩과 함께 굴리고 있는 한 펀드를 차익 거래(arbitrage)할 계획이 있고, 이 펀드 거래 관련 감사가 끝날 때까지 계좌에 돈을 묶어 둬야만 한다. 하지만 동료는 빌려준 돈을 회수하려고 한다.
계약이 불발된 날 불륜 상대인 연하의 화랑 주인 줄리를 데려다 주던 로버트는 깜빡 졸다가 차를 박고 줄리가 사망한다. 사고 현장에서 도망치고 증거까지 인멸한 로버트는 자신을 은인으로 여기는 전 운전수의 아들 지미를 불러 새벽에 집으로 돌아온다. 아내 엘런은 로버트를 의심하기 시작한다.

## 출연진
- 리처드 기어 - 로버트 밀러 역
- 수전 서랜던 - 엘런 밀러 역
- 팀 로스 - 브라이어 형사 역
- 브릿 말링 - 브룩 밀러 역
- 레티시아 카스타 - 줄리 코트 역
- 네이트 파커 - 지미 그랜트 역
- 스튜어트 마걸린 - 시드 펠더 역
- 모니카 레이먼드 - 레이나 역
- 크리스 아이거먼 - 개빈 브라이어 역
- 브루스 올트먼 - 크리스 보글러 역
- 폴라 데빅 - 신디 역
- 조시 파이스 - 존 에임스 역
- 레지 E. 캐시 - 얼 먼로 역
- 필릭스 솔리스 - 지방 검사보 디펄리토 역
- 가브리엘 라쥐르 - 샌드린 코트 역
- 티버 펠드먼 - 리튼밴드 판사 역
- 얼리사 서덜랜드 - 제프리의 접수 담당 직원 역

## 기타 제작진
- 공동 제작: 마이클 비더먼, 마레크 가브리옐스키
- 배역: 로라 로즌솔
- 세트: 캐리 스튜어트
- 의상: 조지프 G. 올리시

## 반응
리뷰 애그리게이터 웹사이트 로튼 토마토에서 평론가 리뷰 173편을 바탕으로 87%의 지지도를 얻었다. 메타크리틱에서도 평론가 리뷰 35편에 근거해 평점 100점 만점에 73점을 받았으며 리뷰가 “대체로 호의적인” 것으로 나타났다.